# Changan Ford Mazda Automobile

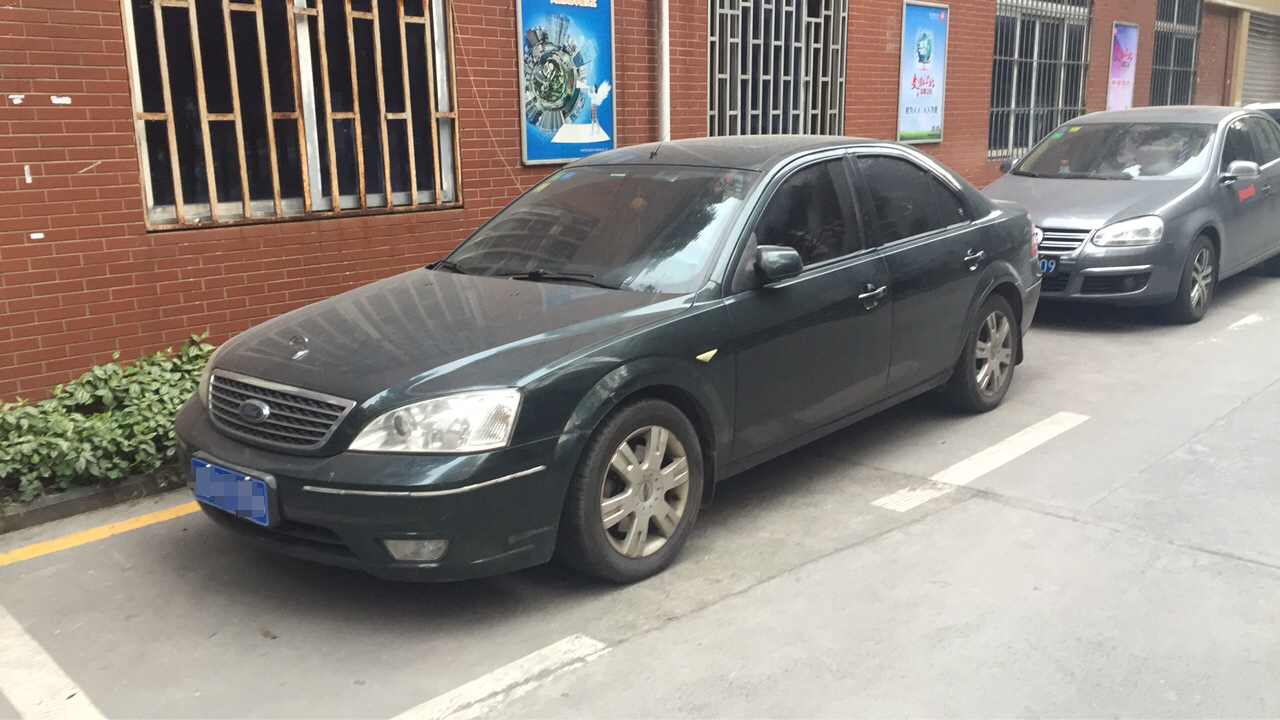
Ford Mondeo

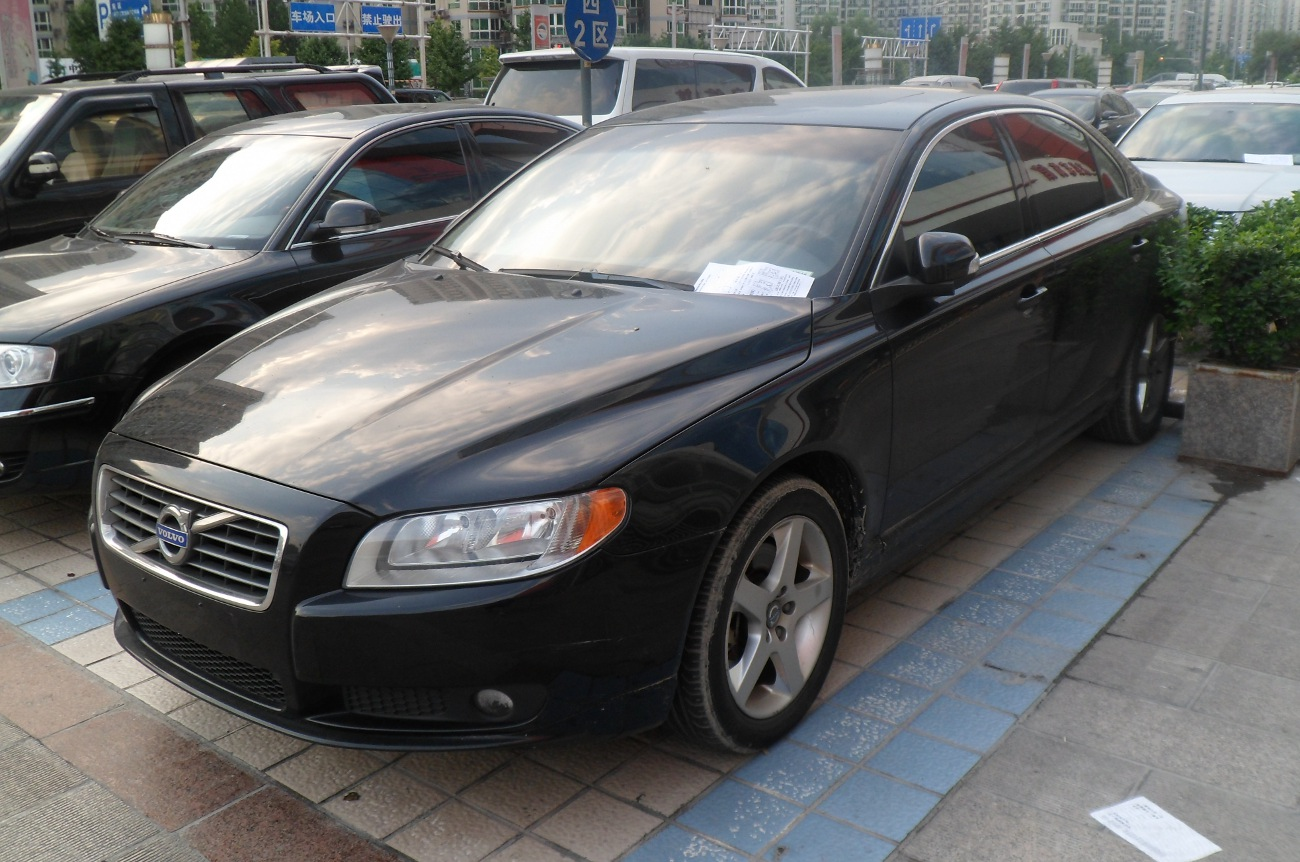
Volvo S80L

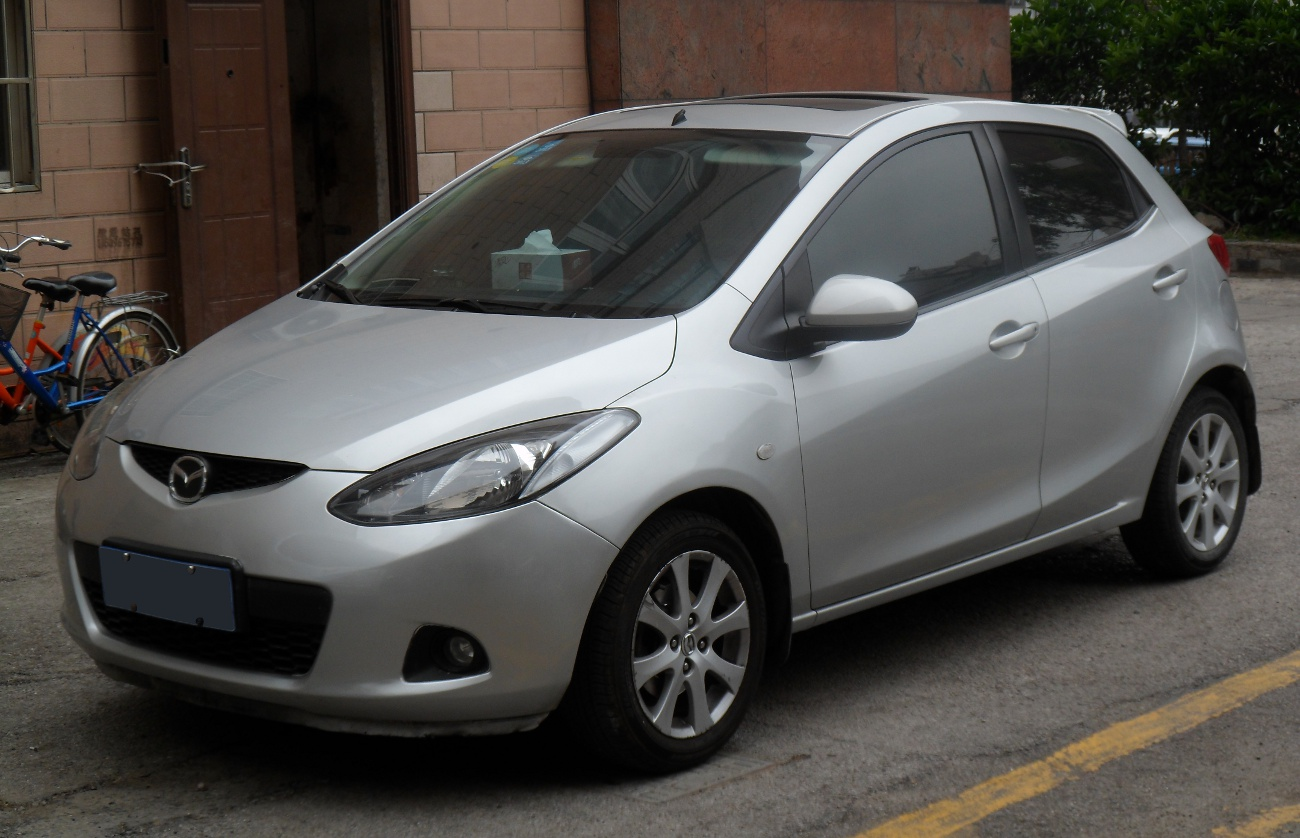
Mazda 2

Changan Ford Mazda Automobile war ein Hersteller von Automobilen aus der Volksrepublik China.

## Unternehmensgeschichte
Chongqing Changan Automobile Company und Ford gründeten im April 2001 das Gemeinschaftsunternehmen Changan Ford Automobile. Beide Partner hielten 50 % der Anteile. Nachdem Mazda einstieg, änderte sich die Firmierung in Changan Ford Mazda Automobile. Eine Quelle gibt dafür den August 2004 an. Nun hatte Changan 54,1 %, Ford 33,4 % und Mazda 12,5 %. 2008 änderten sich die Anteile in 50:35:15. Changan bestätigte Ende 2010 in der jährlichen Mitteilung diese 50 %. Der Sitz und die erste Fabrik waren in Chongqing. Im Oktober 2007 kam ein zweites Werk in Nanjing dazu. Das Unternehmen stellte Automobile der Marken Ford, Mazda und Volvo her. Ende März 2010 waren 8769 Mitarbeiter beschäftigt.
Spät im Jahr 2012 wurde dieses Unternehmen aufgelöst. Seitdem gibt es mit Changan Ford Automobile und Changan Mazda Automobile zwei Nachfolgegesellschaften.

## Fahrzeuge
Im Werk Chongqing entstanden Ford Focus, Ford Mondeo und Ford S-MAX sowie Volvo S40 und Volvo S80. In Nanjing wurden Ford Fiesta, Mazda 2 und Mazda 3 gefertigt.
Ford-Fahrzeuge wurden ab Januar 2003 montiert. Mazda kam im Februar 2006 dazu und Volvo im April 2006.